# Filippo Naldi
Filippo Naldi, né à Borgo San Donnino (Italie) le 30 mai 1886 et mort à Rome le 18 octobre 1972, est un journaliste, homme politique et entrepreneur italien, membre de la Grande Loge d'Italie.